# Drosophila propachuca
Drosophila propachuca är en tvåvingeart som beskrevs av Wasserman 1962. Drosophila propachuca ingår i släktet Drosophila och familjen daggflugor.
Artens utbredningsområde är Mexiko.